# Malhação (trilha sonora)
Malhação Foi uma soap-opera da Rede Globo, uma telenovela que todo ano era renovada. Foi lançada em 24 de abril de 1995 no horário da 17h15 e Permaneceu na grade da emissora até 3 de Abril de 2020, porém começando às 17h55. É o único programa da emissora voltado para os jovens, tratando de assuntos adolescentes como namoro, amizade, falsidade, drogas, gravidez na adolescência, dramas familiares, preconceito, entre outros. Todo ano a novela sofre alterações, sendo trocada boa parte do elenco, autores, diretores, abertura e trilha sonora. Cada temporada recebe o subtítulo de acordo com o ano em que foi exibida.
Assim que foi lançada, Malhação tinha como cenário principal uma academia de ginástica chamada Malhação. Em 1999 a academia foi substituída por uma escola chamada Múltipla Escolha. Assim todos os tramas vividos pelos personagens eram ambientados principalmente na escola e em um bar chamado Gigabyte. Com passar do tempo, a escola foi sofrendo alterações. Em 2008 a escola Múltipla Escolha se funde com uma outra escola chamado Ernesto Ribeiro e passa a se chamar Múltipla Escolha Ernesto Ribeiro. Em 2009 o colégio continua sendo Múltipla Escolha até o final da temporada, onde a escola é fechada e ocorre a construção do shopping Gran Plaza. Na temporada 2010 entra em cena o colégio Primeira Opção, que permanece por três temporadas. Já na temporada de 2012 o cenário é o colégio Quadrante. Em 2013 o colégio passa a se chamar Destaque. Em 2014 a trama volta a se passar em uma academia, a Academia de Artes Marciais do Gael, juntamente com a Escola de Artes Ribalta. Em 2015 a trama se passou em dois colégios "Leal Brazil" e "Dom Fernão".
Malhação é considerada um "celeiro de novos talentos", pois normalmente o elenco jovem é iniciante na televisão, e é em Malhação que eles são descobertos e passam a fazer parte do quadro de atores da Rede Globo, assim indo para outros programas da emissora.
Cada temporada ganha uma trilha sonora. Normalmente eram lançadas trilhas nacionais e internacionais, porém com o passar do tempo, os lançamentos de trilha sonora da novela diminuíram para apenas uma (ou nacional ou internacional). Algumas temporadas não tiveram trilha sonora lançada comercialmente.

## Malhação 1995

### Volume 1
1. "There Is a Party" - DJ Bobo
2. "O Paraíso" - Conexão Japeri
3. "Move Your Body" - Odissey
4. "Assim Caminha a Humanidade" - Lulu Santos (tema de Abertura)
5. "Lover On The Line" - The Free
6. "Is This Life" - Linda Carriere
7. "Sax Disco (instrumental)" - Paulo Henrique (tema de Magali)
8. "Espelhos D'Água" - Patrícia Marx (Tema de Héricles e Isabella)
9. "Malandragem" - Cássia Eller (tema de Luiza e Dado)
10. "Pecado" - Caetano Veloso (tema de Paula e Roberto)
11. "Joguei Com Seu Coração" - Abdula (tema de Juli)
12. "Noves Fora" - Nico Rezende (tema de Dado)
13. "Sensual (Instrumental)" - Paulo Henrique
14. "Sonho Bom" - Josye (tema de Tainá e Léo)

### Volume 2
1. "Ritmo da Chuva (Rhythm of the Rain)" - Sr. Banana & Heartbreakers (tema de Israel)
2. "Generation of Love" - Masterboy
3. "Chega Disso" - Skank
4. "Break Out" - Gottsha
5. "Coleção" - Ezequias (Tema de Héricles)
6. "Essa Menina" - João Marcelo Bôscoli & Simoninha (tema de Juli)
7. "Babilônia Rock" - Fernanda Abreu & Cláudio Zoli (tema geral)
8. "Fullgás" - Lulu Santos (tema de Léo e Tainá)
9. "Catch a Fire" - Haddaway (tema da academia/Rancho da Maromba)
10. "Escotilha" - Maskavo Roots (tema de Dado e Magali)
11. "Fly (Throught The Starry Night)" - 2 Brothers On The 4th Floor
12. "Dias e Noites" - Veneza (tema de Paula)
13. "Te Amo" - Roberta Little (tema de Luiza)
14. "Mocotomóvel (Instrumental)" - Paulo Henrique (tema de Mocotó)

## Malhação 1996

### Volume 3
1. "Every Breath You Take" - Undercover (tema de Magali)
2. "Caso Sério" - Netinho (tema de Hugo e Joana)
3. "Holiday In The Land Of Love" - DJ Company
4. "Sabão Crá-Crá" - Mamonas Assassinas (tema de Mocotó)
5. "Baby Come Back" - Worlds Apart
6. "Socorro" - Cássia Eller (tema de Dado e Luiza)
7. "Fun, Fun, Fun" - The Beach Boys (tema do motoqueiro misterioso)
8. "Garota Sangue Bom" - Fernanda Abreu (tema de Alex/tema de Claudinha)
9. "Lonely Boy" - Paul Anka (tema de Héricles)
10. "Punnanny-Ta" - Toaster Eddie (tema geral)
11. "Sobre o Tempo" - Pato Fu (tema de Fernanda)
12. "O Amor em Mim" - Márcia Freire (tema de Mariana e Romão)
13. "Os Segundos" - Cidadão Quem (tema de Dado)
14. "Perigosa" - Thalma de Freitas (tema de Dóris)

E ainda
1. Joguei Com Seu Coração - Abdula (tema da academia)
2. Malandragem - Cássia Eller (tema de Luiza e Dado)
3. Os Segundos (instrumental) - Cidadão Quem (tema de Ciça e Márcio)
4. Pecado - Caetano Veloso (tema de Alex e Héricles)
5. Is This Love - Terra Samba
6. Marcas Do Que Se Foi - Copacabana Beat

## Malhação 1997

### Volume 04
1. Tão Seu - Skank (Tema de Patrícia e Victor)
2. Is This Love - Terra Samba
3. Reach (Gold Medal Single Edit) - Gloria Estefan (Tema de Victor e Patrícia)
4. Achy Break Heart - Billy Ray Cyrus (Tema de Gaucho)
5. I Can't Help Falling In Love With You - Rave-O-Lution
6. Malhação - É O Tchan
7. Love And Pain (Single Mix) - Captain Hollywood
8. Resquícios - Vanessa Barum (Tema de Joana)
9. Aviso Aos Navegantes - Lulu Santos
10. Rap do Mocotó - Morangotango (Tema de Mocotó)
11. À Meia-Voz - Marina Lima (Tema de Dóris)
12. Você É Linda - Netinho (Tema de Débora)
13. Linha De Fogo (Soul Inside) - Rosana (Tema de Alex)
14. Bailão De Peão - Chitãozinho & Xororó (Tema de Gaucho)

E ainda:
1. Don´t Speak - No Doubt (tema de Dado)
2. Pra Lembrar Você - Claudinho & Buchecha (tema de Vudú)
3. Come On Over Here - Toni Braxton
4. Como é que eu vou Embora (Remix) – Kid Abelha
5. Say You’ll Be There - Spice Girls
6. Nada por mim – Grupo Gamação (tema de Laura)
7. Nada por mim – Tárcio Cardo (tema de Dado apaixonado)
8. I Wanna Be With You - Any Seconds (Tema da Academia)
9. Loirinha Bombril – Os Paralamas do Sucesso
10. Bailando – Paradisio (Tema da Academia)
11. Comédia Romântica - Legião Urbana
12. Head Over Feet – Alanis Morissette
13. Encontrar Alguém – Jota Quest
14. Change (Would You Good) - Sheryl Crow
15. Jane, Don´t Take Your Love To Town - Jon Bon Jovi
16. Gata - Deborah Blando (tema da Pat/Loirão)
17. Joguei Com Seu Coração - Abdula (tema de Juli)

## Malhação 1998
- Malhação 98

Trilha sonora 98 lançada comercialmente
- Capa: Bruno (Rodrigo Faro)

1. Garota Dourada - Jheremmias Não Bate Corner (Tema de Alice e Bruno)
2. Vapor Barato - O Rappa (Tema de Escova)
3. All Kinds Of People - Big Mountain
4. Cuidado Com Pessoas Como Eu - Cris Braun (Tema de Rui)
5. Vai Ser Você - Mr. Jam (Tema de Bruno e Alice)
6. The Diary - Neil Sedaka (Tema de Cacau e Barrão)
7. Namoro - Ricardo Chaves (Tema de Tatuí)
8. Lua - Márcia Freire (Tema de Dulce)
9. Mascate - Nepal (Tema de Picolé)
10. California Dreaming - High Jinx
11. Quit Playing Games - Two 4 U
12. Vai, Vai, Vai - Maskavo Roots
13. A Vida Tem Dessas Coisas - Mr. Soul (Tema de Beto)
14. Surfer Girls - The Beach Boys

- Malhação Radical

Trilha Sonora Radical lançada comercialmente
1. Pega Leve - Muamba (Tema de Tadeu)
2. A Noite - Lobão
3. Come Anytime - Hoodoo Gurus
4. A Minha Menina - Tequila Baby
5. Heloísa, Mexe a Cadeira - Vinny
6. Pink - Ultra Red (Tema de Bruno)
7. How It's Going To Be - Third Eye Blind (Tema de Bruno e Érika)
8. Proibida Pra Mim (Grazon)- Charlie Brown Jr. (Tema de Escova)
9. Garotas do Brasil - Papas da Língua (Tema de Isa)
10. All For You - Master Clock
11. Antes Que Seja Tarde - Pato Fu (Tema de Alice)
12. Hip Hop Rio - Planet Hemp
13. Vamo Falá - PMC & DJ Deco Murphy
14. My Bonnie (Ao Vivo) - Ultraje À Rigor

## Malhação.Com
- Malhação.com

Trilha sonora Malhação.Com NÃO lançada comercialmente
1. Assim Caminha A Humanidade - Lulu Santos (Tema de Abertura)
2. É O Tchan No Havaí - É o Tchan
3. Espelhos D'Água - Patrícia Marx (tema de Bella e Héricles)
4. Sempre Assim - Jota Quest
5. Without You - Mariah Carey (Tema de Cacau e Mocotó/Carla e Mocotó)
6. As Long As You Love Me - Backstreet Boys
7. Pega No Bumbum - É o Tchan
8. Presente Que O Pai Nos Deu - Carolina Kasting e elenco
9. O Paraíso - Conexão Japeri
10. Sou Boy - Magazine
11. Malandragem - Cássia Eller (tema de Luiza e Dado)
12. Socorro (Ao Vivo) - Cássia Eller
13. O Vento - Jota Quest
14. Everybody - Backstreet Boys (Tema de Mocotó)

## Malhação 1999
- Malhação 1999

Trilha sonora nacional 1999 NÃO lançada comercialmente
1. Te Levar - Charlie Brown Jr. (Tema De Abertura)
2. A Estrada - Cidade Negra - (Tema Geral)
3. Depois - Pato Fu (Tema Geral)
4. Mandrake e os Cubanos - Skank (Tema Do Núcleo Jovem)
5. Verbos Sujeitos - Zelia Duncan (Tema de Marilu)
6. Mulher de Fases - Raimundos (Tema Geral)
7. Quando o Sol bater na Janela do teu Quarto - Legião Urbana (Tema Geral)
8. Próprias Mentiras - Deborah Blando (tema De Érica)
9. Holliday - Penélope - (Tema De Marina)
10. Brigas - Tânia Alves (tema De Cláudia e Rubem)
11. Nada a Declarar - Ultraje a Rigor (Tema Do Núcleo Jovem)
12. Sem Dizer Adeus - Paulinho Moska
13. Bem Devagar - Caetano Veloso
14. O Segundo Sol - Cássia Eller (Tema Geral)

Trilha sonora internacional 1999 NÃO lançada comercialmente
1. Scar Tissue - Red Hot Chili Peppers (Tema De Tati e Rodrigo)
2. Go - Indigo Girls - (Tema Geral)
3. Only When I Sleep - The Corrs (tema de Marina e Marquinhos)
4. The animal Song - Savage Garden
5. Down So Long - Jewel - (Tema De Tati)
6. Never Should Have Bothered you - Shock Poets (Tema Geral)
7. Hundreds Of Languages - Ganggajang
8. Fly Away - Lenny Kravitz (Tema Geral)
9. Learn To Fly - Foo Fighters
10. Sometimes - Britney Spears
11. Hands - Jewel - (Tema De Tati)
12. All Star - Smash Mouth - (Tema De Touro)
13. Wonderwal - Oasis - (Tema de Marcelo e Joana)
14. Everybody Get Up - Five - (Tema Geral)
15. It's All Been Done - Barenaked Ladies
16. I Want To You Need Me - Celine Dion

## Malhação 2000
- Malhação 2000

Trilha sonora 2000 lançada comercialmente
1. Amor de Verdade - Paulo Ricardo (Tema de Érica e Touro)
2. Diga - Kakau Gomes (Tema da Joana)
3. Posso Não Falar De Amor (Mas Entendo De Mulher) - Os Anjos (Tema de Perereca)
4. Eu e Ela - Natiruts (Tema de Helô e Sávio)
5. Nada Pra Mim - Ana Carolina (Tema de Joana e Marcelo)
6. Cyber Love - Vinny
7. Todo Azul Do Mar (Ao Vivo) - Boca Livre & 14 Bis (Tema de Linda e Afonso)
8. Tô Vazando (Give It Up) - Gabriel O Pensador (Tema da Joana)
9. Namorinho de Portão - Penélope (Tema de Marina)
10. Mania Nacional - É O Bicho
11. Muchachas - Símios
12. Sem Você - Fernando Forni (Tema de Jorge)
13. Cheretim - Cabeçudoss (Tema de Cabeção)
14. Montanha De Paz - Afrodizia

Trilha sonora internacional 2000 NÃO lançada comercialmente
1. Without Your Love - Joey McIntyre
2. Inside Us All - Creed (Tema de Érica)
3. At Your Side - The Corrs
4. All The Small Things - Blink 182
5. Two Beds and a Coffee Machine - Savage Garden (Tema de Érica e Touro)
6. Don´t Tell Me  - Madonna
7. No Strings Attached - N'sync
8. Chained To You - Savage Garden
9. Breathless - The Corrs
10. Stronger - Britney Spears
11. And I Love Her - Beatles

## Malhação 2001
- Malhação 2001

Trilha sonora nacional 2001 NÃO lançada comercialmente
1. Inútil - Ultraje a Rigor
2. Por Hoje - Mariana Davis (Tema de Solene)
3. Ciúme – Titãs
4. Disco Voador – Mr. Jam
5. Quando Eu Te Encontrar - Biquini Cavadão (Tema de Nanda e Gui)
6. Me Deixa - O Rappa
7. Fim de Semana - Nocaute
8. Um Beijo Seu (Hoje Eu tô louco) – Sideral (Tema Geral Gigabyte)
9. A Cera - O Surto
10. Tudo Mudar - Charlie Brown Jr. (Tema de Bia e Léo)
11. Ninguém Pode - Mr. Jam
12. Vem – Patrícia Coelho (Tema de Drica)
13. Sinos Entre Os Anjos - Paulo Miklos (Tema de Gabi)
14. Mapa da Mina - Rumbora (Tema de Farofa)
15. Tudo com você - Vanessa Rangel
16. Primeiros Erros - Capital Inicial

Trilha sonora internacional 2001 NÃO lançada comercialmente
1. Go Let it Out - Oasis
2. Original Prankster - The Offspring
3. Miss You Love - Silverchair (Tema de Nanda e Gui)
4. Anything But Down - Sheryl Crow
5. This Velvet Glove - Red Hot Chili Peppers (Tema de Daniel)
6. Fly Away From Here - Aerosmith
7. Not That Kind - Anastacia
8. Wild Wild Life - Talking Heads
9. Be Like That - 3 Doors Down (Tema de Cabeção e Helo e Nanda e Gui)
10. Two Princes - Spin Doctors
11. Turn Off The Light - Nelly Furtado
12. If You Had My Love - Jennifer Lopez
13. Whenever you Call – Mariah Carey e Brian Macknigth (Tema de Solene e Beto)
14. Angel - Shaggy
15. Don't look back in anger – Oasis
16. Santeria - Sublime

## Malhação 2002
- Nacional

A trilha não foi lançada comercialmente, a lista das músicas foi retirada do site da temporada.
1. A Cera - O Surto
2. Ciúme - Titãs
3. Depois - Pato Fu
4. Disco Voador - Mr. Jam (Tema De Locação: Gigabyte)
5. Fim de Semana - Nocaute
6. Mapa da Mina - Rumbora
7. Me Deixa - O Rappa
8. Ninguém Pode - Mr. Jam
9. Por Hoje - Mariana Davis
10. Primeiros Erros - Capital Inicial
11. Quando Eu Te Encontrar - Biquini Cavadão (Tema Nanda e Gui)
12. Sino Entre Os Anjos - Paulo Miklos
13. Te Levar - Charlie Brown Jr. (Tema de Abertura)
14. Tudo Com Você - Vanessa Rangel
15. Tudo Mudar - Charlie Brown Jr.
16. Um Beijo Seu - Sideral
17. Vem - Patrícia Coelho

- Internacional

A trilha não foi lançada comercialmente, a lista das músicas foi retirada do site da temporada.
1. All The Small Things - Blink-182
2. Angel - Shaggy
3. Anything But Down - Sheryl Crow
4. Be Like That - 3 Doors Down (Tema de Nanda e Gui)
5. Chained To You - Savage Garden
6. Don't Look Back In Anger - Oasis (Tema de Taíssa)
7. Down So Long - Jewel
8. Everybody Get Up - Five
9. Fly Away From Here - Aerosmith (Tema Charles e Bia)
10. Go - Indigo Girls
11. Go Let It Out - Oasis
12. Hundreds Of Languages - GANGgajang
13. If You Had My Love - Jennifer Lopez
14. Inside Us All - Creed (tema geral)
15. Miss You Love - Silverchair (Tema de Nanda e Gui)
16. No Strings Attached - N'sync
17. Not That Kind - Anastacia
18. Original Prankster - The Offspring
19. Sometimes - Britney Spears
20. Stronger - Britney Spears
21. The Animal Song - Savage Garden
22. This Velvet Glove - Red Hot Chili Peppers
23. Turn Off The Light - Nelly Furtado
24. Wild Wild Life - Talking Heads
25. With Arms Wide Open - Creed (Tema de Júlia e Pedro)
26. Without Your Love - Joey McIntyre

Músicas não incluídas na lista retirada do site da temporada.
- Nacionais

1. Te Ter Aqui - Ponto Quattro (tema de Júlia e Pedro)
2. Kaya N' Gan Daya - Gilberto Gil

- Internacionais

1. 19:2000 – Gorillaz
2. I'm Not A Girl, Not Yet A Woman - Britney Spears
3. Don't Let Me Get Me – Pink
4. Call Me A Fool - Live (Tema de Bebel e Pedro/ Bebel e Daniel)
5. Trash Box - De Phazz
6. Skater Boy - Avril Lavigne
7. Main Offender - The Hives
8. Ordinary Day - Vanessa Carlton
9. Away From The Sun - 3 Doors Down
10. She Is Love - Oasis
11. Sultans Of Swing – Dire Straits
12. All My Life - Foo Fighters
13. Gasoline - Audioslave
14. Never Again – Nickelback
15. Sandstorm - Darude

## Malhação 2003
- Trilha sonora Original de Malhação

Trilha sonora Original lançada comercialmente
- Capa: Logotipo da temporada

1. Só Hoje - Jota Quest (Tema de Beto e Solene)
2. Tô Nem Aí - Luka
3. Nada Sei (Apnéia) (Ao Vivo) - Kid Abelha
4. Quando O Sol Se For - Detonautas
5. Na Na Ni Na Não - Michelle Ornelas (Tema de Carla)
6. Só Por Uma Noite - Charlie Brown Jr.
7. Mais - Capital Inicial
8. Tem Que Valer - Kaleidoscópio (Tema de Ana Paula)
9. Dias Atrás - CPM 22
10. Mais Um Caso - Daniel Carlomargo
11. Até O Fim Do Mundo - Gurus (Tema de Victor e Luisa)
12. Me Dá Um Olá - Ultraje a Rigor (Tema de Kiko)
13. Faz Assim - Bruno Miguel (Tema de Murilo)
14. Tola Emoção - Gustavo Nunes
15. Mudanças - Banda K2
16. Dance 2 (Pra Malhar) (Instrumental) - Alpha Beat

- Malhação Internacional

Trilha sonora Internacional lançada comercialmente
- Capa: Cabeção (Serginho Hondjakoff)

1. Just A Bit Of Chaos - SMS
2. Sk8er Boi - Avril Lavigne
3. Times Like These - Foo Fighters
4. Got What You Need - Eve e Drag-on
5. Dilemma - Nelly e Kelly Rowland
6. Mesmerize - Ja Rule e Ashanti (Tema de Myuki e Cabeção)
7. Crazy In love - Beyoncé e Jay-Z
8. All The Things She Said - t.A.T.u. (Tema de Carla)
9. Send The Pain Below - Chevelle
10. And You Be Loved (And Be Loved) - Damian Marley
11. I'm Glad - Jennifer Lopez (Tema de Paty)
12. I Want You - Thalia e Fat Joe
13. I Promise - Stacie Orrico
14. Pretty Baby - Vanessa Carlton (Tema de Luisa e Victor)
15. Falling - Paul J. Vance
16. Brothers Or Sisters (Instrumental) - Arena

E ainda:
- Don't look back in anger – Oasis (Tema de Taíssa)
- With Arms Wide Open - Creed (Tema de Júlia e Pedro)
- Call Me A Fool - Live
- Main Offender - The Hives
- Ordinary Day - Vanessa Carlton
- Away From The Sun - 3 Doors Down(Tema de Victor e Luísa)
- She Is Love - Oasis
- All My Life - Foo Fighters

## Malhação 2004
- Malhação Nacional

Trilha sonora Nacional lançada comercialmente
- Capa: Rafa (ícaro Silva)

1. Musa Do Verão - Felipe Dylon
2. Só Por Hoje - Detonautas
3. Solidão a Dois - Sukhoi
4. Me Deixa - Michele Ornelas
5. Amanhã Não Se Sabe - LS Jack (Tema de Letícia e Gustavo)
6. Do Seu Lado (Ao Vivo) - Jota Quest (Tema Geral)
7. Teto De Vidro - Pitty
8. Sei… Já Não Sei - Crase
9. Pegadas Na Lua - Skank
10. Todo Mundo - Brava (Tema de Drica)
11. Seguindo Estrelas (Ao Vivo) - Os Paralamas Do Sucesso
12. O Amor É Mais - Liah
13. Você Sempre Será - Marjorie Estiano (Tema de Natasha)
14. Nem Sempre O Que Se Quer - US.4
15. Eu Sei (Ao Vivo) - Legião Urbana
16. Sobre Nós Dois E O Resto Do Mundo - Frejat

- Malhação Internacional

Trilha sonora Internacional lançada comercialmente
- Capa: Myuki (Daniele Suzuki)

1. Satisfaction - Benny Benassi
2. I Hate Everything About You - Three Days Grace
3. Behind Blue Eyes - Limp Bizkit (Tema de Letícia e Gustavo)
4. Shut Up - Black Eyed Peas
5. Girlfriend (remix) - B2K feat. Kelly
6. I'm Still In Love With You - Sasha & Sean Paul
7. I Miss You - Blink-182
8. Don't Tell Me - Avril Lavigne
9. My Immortal - Gothic
10. You're The Only One - Maria Mena
11. Here Without You - 3 Doors Down (Tema de Gustavo e Letícia)
12. Waste - Smash Mouth
13. Blond Thang! - Da Big Boy Daddy & Babbotz
14. I Don't Make You Happy - Phunk Freaks
15. Piano - New Deal
16. Pause - The Bombers

- Malhação 10 Anos

Trilha sonora 10 Anos lançada comercialmente
1. Te Levar - Charlie Brown Jr.
2. Teto de Vidro - Pitty
3. Dias Atrás - CPM22
4. Quando o Sol Se For - Detonautas
5. Só Hoje - Jota Quest
6. Você Sempre Será - Marjorie Estiano
7. Tô Nem Aí - Luka
8. Musa do Verão - Felipe Dylon
9. Heloísa, Mexe a Cadeira - Vinny
10. Vapor Barato - O Rappa
11. Pegadas Na Lua - Skank
12. Amanhã Não Se Sabe - LS Jack
13. Mais - Capital Inicial
14. Assim Caminha A Humanidade - Lulu Santos

## Malhação 2005
- Malhação Nacional 2005

Trilha sonora Nacional 2005 lançada comercialmente
- Capa: Jaque (Joana Balaguer)

1. Já Que Você Não Me Quer Mais - Seu Cuca
2. Tudo Vai Mudar - US.4
3. História De Amor - Léo Maia (Tema de Bernardo e Betina)
4. Só Porque Não É Bom - Brava
5. O Amanhã - Detonautas
6. Foi Difícil - Dibob
7. Tarde Demais - Liah (Tema de Jaque)
8. Régia - Cidade Negra
9. Só Mais Uma Vez - B5
10. Mundo Escuro - K-Sis
11. Te Procuro - Leela
12. Deixa Rolar - Gabriel, O Pensador & Negra Li
13. So Easy - Marjorie Estiano (Tema de Betina e Bernardo)
14. Papo De Surdo-Mudo - O Rappa

- Malhação Internacional 2005

Trilha sonora Internacional 2005 lançada comercialmente
- Capa: Letícia (Juliana Didone), Natasha (Marjorie Estiano), Jaque (Joana Balaguer), Bernardo (Thiago Rodrigues), Betina (Fernanda Vasconcelos), Marcão (José Loreto), Amanda (Thiara Palmieri), Léo (Daniel Erthal) e Kitty (Fany Georguleas)

1. The Killer's Song - Carolina Márquez
2. Get Right - Jennifer Lopez
3. Welcome To My Life - Simple Plan
4. Let Me Go - 3 Doors Down (Tema de Betina e Bernardo)
5. Since U Been Gone - Kelly Clarkson (Tema de Bernardo e Betina)
6. She Will Be Loved - Maroon 5
7. Hey Now - Tobymac
8. Balla Baby - Chingy
9. Lose Control - Missy Elliott, Fat Man Scoop e Ciara
10. Y-Not - Y-Not
11. Bad Day - Daniel Powter
12. Change Of Seasons - Marisa Niparts
13. We're Not Gonna Take It (Live) - Daytona
14. Somebody Told Me - The Killers
15. U Got The Luv - Soulfunkers
16. Funkest Funker - Hitz

## Malhação 2006
- Malhação Nacional 2006

Trilha sonora Nacional 2006 lançada comercialmente
- Capa: Manu (Luiza Valdetaro), Cauã (Bernardo Melo Barreto) e Eduardo (Gabriel Wainer)

1. Lutar pelo que é meu - Charlie Brown Jr. (Tema de Abertura)
2. Ódio - Luxúria (Tema de Priscila)
3. Matriz - Ramirez
4. O vento - Los Hermanos
5. Quero só você - Afroreggae
6. Pescador de ilusões (Ao Vivo) - O Rappa
7. Dia comum - Detonautas
8. O que tiver que ser - Marjorie Estiano
9. Quem sabe um dia - Charlotte Church (Tema de Marina)
10. Eu não sou uma flor - Camila
11. Beijos, blues e poesia - K-SIS (Tema de Cauã e Manuela)
12. A idade do céu - Paulinho Moska (Tema de Cleyton e Roberta)
13. Vale de lágrimas - Lulu Santos
14. 2-A - Os Paralamas do Sucesso (Tema Geral)
15. O que eu não disse - Z.D.S.
16. Real gold - Black Alien
17. Cê sabe - Gustavo Nunes

- Malhação Internacional 2006

Trilha sonora Internacional 2006 lançada comercialmente
- Capa: Amanda (Thiara Palmieri), Eduardo (Gabriel Wainer), Bel (Laila Zaid), Siri (Marcos Pitombo), Mulambo (Gian Bernini), Roberta (Camila dos Anjos), Fred (Dudu Pelizzari), Rafa (ícaro Silva) e Tuca (Karen Junqueira)

1. Movin' on - Ian Van Dahl (Tema de Cauã e Manuela)
2. Your body - Tom Novy
3. S.O.S. - Rihanna
4. Come clean (Remix) - Hilary Duff
5. Stupid girls - Pink (Tema de Priscila)
6. Youth - Matisyahu
7. No tomorrow - Orson
8. The only difference between martyrdom and suicide is press coverage - Panic! At The Disco
9. Lights and sounds - Yellowcard
10. Dirty little secret - The All-American Rejects
11. Breakaway - Kelly Clarkson
12. Untitled - Simple Plan
13. Waiting For You - Ben Harper
14. Tow truck co-pilot - The Rewinders
15. Sweet mamma - Babootz and Da Big Boy Daddy
16. Not scared - Ásfora

- Malhação Riffs

Trilha sonora Riffs lançada comercialmente
1. Retrospectiva
2. Skate Rock
3. Sem Pressão
4. Bad Trip
5. Cauã e Manuela
6. Onda Boa
7. Vovô Tarado
8. Quando Te Encontrei
9. Amor Proibido
10. Carteirada
11. Isso Me Lembra
12. Old Romance
13. Decepção
14. Triste Amor
15. Recomeçar
16. Freestyle
17. 360º
18. Deprê
19. Pai e Filho
20. Cúmplices

## Malhação 2007
- O Melhor de Malhação Internacional

Trilha sonora O Melhor Internacional lançada comercialmente
1. Come back to me - Vanessa Hudgens
2. Crazy in love - Beyoncé & Jay-Z
3. Shut up - Black Eyed Peas
4. Got What You Need - Eve & Drag-on
5. Mesmerize - Ja Rule - Ashanti
6. Girlfriend (Remix) - B2K
7. Sk8r boy - Avril Lavigne
8. Since u been gone - Kelly Clarkson
9. Behind blue eyes - Limp Bizkit
10. She will be loved - Maroon 5
11. All the things she said - T.A.T.U.
12. All the small things - Blink-182
13. Satisfaction - Benny Benassi
14. Just a bit of chaos - SMS & REHB

- Malhação Nacional 2007

Trilha sonora Nacional 2007 lançada comercialmente
1. That's what I got - Marcelo D2 & Chali Tuna
2. Já foi - Jota Quest
3. Sempre igual - Moptop
4. Bang Bang (Desculpa de cafajeste) - Dibob
5. Indecisão - Seu Cuca
6. Lama - Luxúria (Tema de Marcela e André)
7. Mil acasos - Skank
8. Ninguém merece - Lulu Santos
9. Pequeno grande amor - Papas da Língua
10. Tatuagem - Marjorie Estiano
11. Deixa o verão - Mariana Aydar (Tema de Cecília)
12. Mundo jovem - Negra Li
13. As canções que eu fiz - Jammil
14. Quando se quer alguém - Stereo Moog
15. Oitenta - Academia Circense
16. Vaidade - Rajar

Os CDs Malhação Internacional 2007 I e II foram lançados como se fossem da temporada de 2007, mas na verdade foram usados nas temporadas 2007 e 2008.
- Malhação Internacional 2007 1

Trilha sonora Internacional 2007 1 lançada comercialmente
1. In The Colors - Ben Harper & The Innocent Criminals
2. Take a Chance - The Magic Numbers
3. Hold On - KT Tunstall (Tema de Débora)
4. Nothing But a Song - Tiago Iorc (Tema de Angelina e Gustavo)
5. Waiting On The World To Change - John Mayer
6. Class A - Pete Murray
7. Ordinary Day - Dolores O'riordan
8. Without You - Silicon Fly
9. These Arms - Donovan Frankenreiter
10. Talk About It - Eman

- Malhação Internacional 2007 2

Trilha sonora Internacional 2007 2 lançada comercialmente
1. Who Knew - Pink (Tema de Marcela e André)
2. Beautiful Place - Good Charlotte
3. Light Up The Sky - Yellowcard
4. Little Sister - Mariano San Roman
5. Closer - Travis (Tema de Angelina e Bruno)
6. Butterfly - Heath Brandon
7. Graffiti - Inmigrantes
8. It's Not Over - Daughtry (Tema de André e Marcela)
9. Fans - Kings of Leon
10. Losing - Zach Ashton
11. Banks of The Deep End - Gov't Mule

## Malhação 2008
- Malhação 2008

Trilha sonora 2008 lançada comercialmente
- Capa: Débora (Nathália Dill), Angelina (Sophie Charlotte), Gustavo (Rafael Almeida), Bruno (Caio Castro) e Yasmin (Mariana Rios)

1. Daqui Pra Frente - NX Zero (Tema de abertura)
2. Uma Música - Fresno
3. Monstro Invisível - O Rappa
4. Quero Te Ver Bem - Udora (Tema de Gustavo e Angelina)
5. Verdades do Mundo - Detonautas
6. Tudo é Passageiro - Primadonna
7. Quase sem Rumo - El Niño
8. Medo de Amar - Claus & Vanessa (Tema de Domingas e Fernandinho)
9. Dançando com a Lua  - Capital Inicial
10. Divina Comédia - Scracho
11. Tô Fora - Kelly Key (tema de Débora)
12. Cartas Pra Você - NX Zero (Tema de Angelina e Gustavo)
13. Impossível - Seu Cuca
14. Um Tempo de Paixão - Tânia Mara
15. Não vá embora - Jammil
16. Vaza! - Ruanitas (Tema de Débora)
17. Quando eu te conheci… - The Banda

Músicas que não entraram no CD
1. Paraíso proibido - Strike (Tema De Abertura Da Primeira Fase)
2. Fugindo de Mim - Wilson Sideral (Tema de Angelina e Gustavo)
3. Pronto pra atacar - Hóri (Tema Geral)
4. Festa no Apê (Remix) - Latino
5. O Segundo Sol - Cássia Eller

## Malhação 2009
- Malhação Nacional 2009

Trilha sonora Malhação 2009 lançada comercialmente
1. Bem ou mal - Túlio Dek & NX Zero (Tema de Abertura)
2. Saúde/Só Love - (Ao Vivo) Paula Toller (Tema de Kátia)
3. Tudo certo - Gabriel, o Pensador (Tema geral)
4. No veneno - Banda Strike (Tema de Alex)
5. Noites de um verão qualquer - Skank (Tema da turma do loft)
6. Chicletinho - Dolls (Tema de Norma Jean)
7. Desde quando você se foi - Fresno (Tema de Marina e Caio)
8. Podia ser - Agnela (Tema de Marina)
9. Pelo menos hoje - Udora (Tema Geral)
10. Passos escuros - Hevo 84 (Tema de Veridiana e Luciano)
11. Incendeia - Mariana Rios (Tema de Yasmin)
12. É só você querer - Nayah (Tema de Luciano)
13. Amar em vão - Negra Li (Tema de Juliana)
14. Dois mundos - Alto sustentavel (Tema Geral)
15. Disco rock - Papas da Língua (Tema De Locação: Shopping Gran Plaza)
16. Sorrindo - Aliados (Tema de Norma Jean e Alex)
17. Eus - In Natura (Tema De Locação: Colégio Múltipla Escolha)
18. Meu amor - Os Thomés (Tema de Marina e Luciano)

Músicas que não entraram no CD
1. Pólo - Fresno
2. Versos simples - Chimarruts
3. Inveja - Megh Stock
4. Meu lugar - Enverso
5. Beijar na boca - Claudia Leitte
6. Amante profissional - Latino
7. No mesmo lugar - Liah
8. Prainha - Mariana Aydar
9. Tchau, I Have To Go Now - Jammil e Uma Noites
10. Mulher De Fases - Capital Inicial
11. Eu Nunca Disse Adeus - Capital Inicial

Quadribanda
1. Garota - Quadribanda
2. Até o Fim - Quadribanda
3. 2 Mundos - Quadribanda
4. Vacilão - Quadribanda
5. Sem Saber - Quadribanda
6. Fotos na Estante - Quadribanda
7. Sereia - Quadribanda
8. Acima do Sol - Quadribanda
9. Meu amor - Alex Bacelar
10. Meu lugar - Quadribanda
11. Imagens - Quadribanda
12. Assim Caminha a Humanidade – Quadribanda

Trilha sonora Internacional NÃO lançada comercialmente
1. Extraordinary - Mandy Moore
2. Just Bounce - Lords of the South
3. Beating Hard - Lords of the South
4. It's Alright, It's Ok - Ashley Tisdale
5. I'm the One - Lords of the South
6. Fly - Wanessa & Ja Rule
7. What Are You Gonna Do - Raven-Symoné & Sean Garrett
8. Hey - Mitchel Musso (Tema de Caio e Marina)
9. Love Is Here - Sonohra (Tema de Marina e Caio)
10. When I grow Up - The Pussycat Dolls

## Malhação ID
- Malhação ID

Trilha sonora ID lançada comercialmente
1. Um Certo Alguém - NX Zero (Tema de Nanda)
2. Rádio Pirata - Hevo 84 (Tema de Bia)
3. Lanterna dos afogados - Fresno (Tema de Maria Cláudia e Alê)
4. Apenas mais uma de amor - Myllena (Tema de Rita e Bimba)
5. Meu Erro - Chimarruts(Tema de Zuleide e Anselmo)
6. Perdidos na selva - Seu Cuca (Tema de Beto)
7. Só Você - Hori (Tema de Bernardo e Cristiana)
8. Mais uma de amor (Geme Geme) - Dibob (Tema Geral)
9. Tudo Pode Mudar - Jullie(Tema de Valentina)
10. Tic-Tic Nervoso - Bonde da Stronda (Tema de Tati e Rodrigo)
11. Ciúme - Catch Side (Tema Geral)
12. Fui Eu - Ruanitas (Tema de Cristiana)
13. Me Chama - Babi (Tema de Juju)
14. Sonífera Ilha - Marauê (Tema Geral)
15. Jorge Maravilha - PlayMobille (Tema Geral)
16. A Fórmula do Amor - Jammil (Tema Geral)
17. Serão Extra - Agnela (Tema Geral)
18. Quem Eu Sou - Hori (Tema de Abertura)

Músicas que não entraram no CD
1. Linda, Tão Linda - Hori (Tema de Bernardo e Cristiana)
2. Muito Pra Você - The Licias (Tema Geral)
3. Mais uma de amor (Geme Geme) - The Licias (Tema Geral)
4. Só Você - Fiuk e Luan Santana
5. Toda Vez Que Ela Passa - Cinzentos (Tema Geral)
6. Minha Paz - Glória (Tema de Flávio)
7. Livres Independente Futebol Clube - The Licias (Tema Geral)
8. Vinte E Poucos Anos - Fiuk (Tema de Bernardo)
9. Vou De Taxi - Angélica

Trilha sonora Internacional NÃO lançada comercialmente
1. I Can't Live Without Your Love - Dan Torres (Tema de Bernardo e Cristiana)

## Malhação 2010
Trilha sonora Nacional NÃO lançada comercialmente
1. O Baile (Instrumental)
2. Do lado de cá - Chimarruts
3. Passos pela rua - Marcelo Mira
4. Paga Pau - Fernando e Sorocaba
5. Problema Social - Seu Jorge e Ana Carolina
6. Que se dane o mundo, E que se dane tudo - Adair Cardoso (Tema Geral)
7. Fugidinha - Michel Teló (Tema de Joseane)
8. Versinho - Mallu Magalhães (Tema de Babi)
9. Eu Quero Você Só Pra Mim - Marcos & Fernando (Tema de Pedro e Raquel)
10. Mundo Gira - Luis Fernando e Zé Miguel
11. Trevo de Quatro Folhas - Fernanda Takai
12. Chovendo Estrelas - Chrystian e Ralf
13. O Tom do Amor – Paulinho Moska (Tema de Fred)
14. Meteoro - Luan Santana
15. Tá Se Achando - Guilherme e Santiago (Tema de Geral)
16. Não Aprendi Dizer Adeus - Dibob (Tema de Eric)
17. Seu Olhar - Greice Ive (Tema de Catarina e Pedro)
18. Zagueiro, Umbabarauma - Jorge Ben Jor (Tema de Maicon)
19. Lourinha Bombril - Bangalafumenga (Tema de abertura)
20. Não Vou Mais Chorar – João Neto e Frederico

### Internacional
A trilha sonora internacional oficial da 18° temporada foi lançada em 2011 e traz na capa o logotipo da temporada.
| N.º | Título                              | Música         | Personagem           | Duração |  |
| 1.  | "Teenage Dream"                     | Katy Perry     | Duda                 | 03:50   |  |
| 2.  | "Tik Tok"                           | Ke$ha          | Joseane              | 03:21   |  |
| 3.  | "All In Hand"                       | Lowrider       | Guilherme e Catarina | 03:15   |  |
| 4.  | "Keep Me In Mind"                   | Little Joy     | Ângela               | 02:20   |  |
| 5.  | "Concrete Jungle"                   | Diafrix        | Pedro e Raquel       | 04:01   |  |
| 6.  | "Everybody Wants To Rule The World" | Leo Mancini    | Pedro                | 03:45   |  |
| 7.  | "Better Days"                       | John Nathaniel |                      | 02:48   |  |
| 8.  | "Eyes For Eyes"                     | Tipo Uísque    | Raquel               | 03:09   |  |
| 9.  | "Definitely Sure"                   | Double You     | Pedro e Catarina     | 04:40   |  |
| 10. | "Corner of My Street"               | Alain Clark    | Théo e Lorelai       | 06:07   |  |
| 11. | "Walkin' The Blues"                 | Diesel         | Maicon               | 03:34   |  |
| 12. | "Girls Can Rock"                    | Lu Alone       | Babi                 | 03:38   |  |
| 13. | "Fine"                              | Tiago Iorc     |                      | 03:10   |  |

A temporada conta também com as seguintes canções:
1. Walking on sunshine (Instrumental Version)

## Malhação 2011
Trilha sonora Nacional NÃO lançada comercialmente 
1. Todos - Macaco part. Marcelo D2 (Tema De Abertura)
2. Nenhum Motivo Explica a Guerra - Afroreggae (Tema De Locação:Comunidade)
3. Bom malandro – Simoninha
4. Ô ô - Marcelo Camelo (Tema De Cristal e Gabriel)
5. Incondicional - Guga Sabatie (Tema De Babi e Guido)
6. De Repente - Skank (Tema De Locação:Posto)
7. A Peleja do Diabo com a Flor - Neto Lobo e a Cacimba (Tema Geral)
8. Certas Coisas - Lulu Santos (Tema De Laura)
9. Give Me Love - Banda Nego Joe
10. Down Em Mim - Barão Vermelho (Tema De Alexia e Moisés)
11. Izabella - Stevens (tema de Isabela)
12. Só Eu Sei - Jack B
13. Quero Só Você - Afroreggae
14. Varrendo A Lua - Roberta Campos (tema de Cristal)
15. Todas as Virtudes - Taty Cirelli (tema de Alexia)
16. Feriado/O Amor É Um Rock/Entre Tapas e Beijos - Ana Carolina (tema de Laura e Fabiano)
17. Fullgás - Marina Lima
18. Buquê de Flores - Thiaguinho
19. Cenário de Novela - Adriano Ribeiro
20. Revanche - Pedrinho do Cavaco
21. Pirei No Seu Amor - Tuca Fernandes

Trilha sonora Internacional NÃO lançada comercialmente
1. Don't Wanna Go Home - Val Emmich
2. Be There As It May - Scarcéus (tema de Aléxia e Gabriel)
3. Ain't No Upside - Carey Ott (tema de Alexia e Gabriel)
4. Story of a Man - Tiago Iorc (tema de Babi e Betão)
5. Baby, Where Are You - Lu Alone (tema de Débora)
6. Frozen In Slow Motion - Brett Dennen
7. Comeback Kid (That's My Dog) - Brett Dennen
8. Angels - Taylor Renee (tema de Cristial/Cristal e Gabriel)
9. For Always - Lanai Moliterno (tema de Natália)
10. Fish Out Of Water - Laura Rizzotto (tema de Maria)
11. You Are The One - Lanai Moliterno (tema de Nelson e Natália)
12. Give To Me - Alexxa

## Malhação 2012
Trilha sonora Nacional NÃO lançada comercialmente
1. Fluxo Perfeito – Strike
2. Mãe - Rancore
3. No Cimento - Érika Machado (tema de Fera e Rita)
4. Pescador De Ilusões - O Rappa (tema de Gil)
5. Pra Alegrar Meu Dia - Tiê
6. Quando O Sol Bater Na Janela Do Seu Quarto - Legião Urbana
7. Tchau - Léo Jaime (tema de Nando)
8. Tempos Modernos - Jota Quest (tema de abertura)
9. Velha e Louca - Mallu Magalhães (tema de Fatinha)
10. Pra Sonhar - Marcelo Jeneci (tema de Morgana e Rafael; Morgana e Orelha)
11. Disco Voador - Arthur Danni
12. Um amor, Um Lugar - Hebert Viana (tema de Ana e Bruno)
13. Falo Nada - ConeCrewDiretoria e Marcelo D2 (tema de Orelha)
14. Lanterna dos Afogados - Maria Gadú (tema de Lia)
15. Debochada - MC Romário (tema de Fatinha)
16. Mantra - Nando Reis (tema de Tizinha)
17. A Visita - Silva
18. Som Sincero – Scracho (tema do Dinho e Valentina)
19. Louquinha - MC K9 (tema de Fatinha)
20. Mentirosa - MC Márcio G
21. Piriguete - MC Papo
22. Tá Bombando - MC Samuka e Nego
23. Teimosa - Bonde do Tigrão
24. Danada Vem Que Vem – MC Koringa
25. Se Ela Dança, Eu Danço - Mc Leozinho
26. Te Levar - Charlie Brown Jr
27. Assim Caminha a Humanidade - Lulu Santos (Tema de Mocotó)

Música cantadas pelos personagens
1. Exagerado - Alice Wegmann
2. Amor, Carinho e Tesão - Mc Pilha
3. Amo Assim - Alice Wegmann
4. Sozinha Em Minha Companhia - Alice Wegmann

Trilha sonora Internacional NÃO lançada comercialmente
1. The Lazy Song - Bruno Mars
2. What Makes You Beautiful - One Direction
3. Ironic - Alanis Morissette (tema de Fatinha e Bruno)
4. We'll Be Coming Back - Calvin Harris feat. Example (tema de Lia e Vitor)
5. Wish It Were You - Taylr Renne (tema de Ju e Dinho; Ju e Gil)
6. Why Ya Wanna - Jana Kramer (tema de Lia e Dinho)
7. Lonely Boy - The Black Keys (tema de Lia e Gil)
8. Get Loud! - Wanessa
9. Paradise – Coldplay (Tema de Orelha e Morgana)
10. What I Got - Sublime (tema de Lia)
11. Go! - College 11
12. After All (part. Jullie) - Filipe Guerra
13. Once Again – Diorama (Tema de Fatinha e Vitor)
14. Till The Morning Lithg - College 11
15. Don't Wanna Do - Michael Nappi
16. You're The Face Of Love - Michael Kisur

## Malhação 2013

### Nacional
A trilha sonora oficial da 21° temporada foi lançada em 28 de novembro de 2013 e traz na capa Hanna Romanazzi, Gabriel Falcão e Bianca Salgueiro como Sofia, Ben e Anita.
| N.º | Título                                                 | Música                    | Personagem                    | Duração |  |
| 1.  | "Família" (Part. Esp.: Sebastião Reis e Theodoro Reis) | Nando Reis & Os Infernais | Abertura                      |         |  |
| 2.  | ""De Todos os Loucos do Mundo""                        | Clarice Falcão            | Geral                         |         |  |
| 3.  | ""Chora Brother""                                      | Mahalo                    | Sidney e Júnior               |         |  |
| 4.  | ""Ilhabela""                                           | Holger                    | Ben                           |         |  |
| 5.  | "Erva Venenosa (Poison Ivy)"                           | Rita Lee                  | Maura e Sofia                 |         |  |
| 6.  | "Será"                                                 | Legião Urbana             | Giovana                       |         |  |
| 7.  | "Sururu Formado"                                       | Sururu Na Roda            |                               |         |  |
| 8.  | "Meu Amor Me Fez Feliz "                               | Tchê Garotos              | Bernadete, Luciana e Zelândia |         |  |
| 9.  | "Turbinada"                                            | Zé Ricardo e Thiago       | Zelândia                      |         |  |
| 10. | "Classe A"                                             | Mc Sapão                  | Luciana                       |         |  |
| 11. | "Hoje A Balada É No Ar (Helicóptero E Avião)"          | Rachid Camargo            | Flaviana e Serguei            |         |  |
| 12. | "Pilha Forte"                                          | Dienis                    | Geral                         |         |  |
| 13. | "Independentemente De Você"                            | Zero85                    | Geral                         |         |  |
| 14. | "Três Nuvens Negras e Cinco Tardes "                   | Lorena Lessa              | Geral                         |         |  |
| 15. | "Contato Imediato"                                     | Juliana Betti             | Anita e Ben                   |         |  |
| 16. | "Afinal De Contas"                                     | Banda Gentileza           | Bernardete e Caetano          |         |  |
| 17. | "Minha Teimosia, Uma Arma Pra Te Conquistar"           | Los Sebosos Postizos      | Geral                         |         |  |

A novela conta também com as seguinte canção:
18. Ela Vai Voltar - Charlie Brown Jr. (Tema de Martin e Micaela)
- Internacional

A trilha sonora internacional não foi lançada comercialmente. As faixas foram retiradas do site da temporada.
1. Sun Is Shining - Bob Marley
2. We Are Young (feat. Janelle Monáe) - Fun.
3. I'm Not Just A Girl  - School Gyrls
4. Always - Robin McKelle (Tema de Ben e Anita)
5. Now it Starts- Miguel Escueta
6. Looking Over The Edged - Emily Jaye (Tema de Ben e Anita)
7. Give Me Love - Ed Sheeran (Tema de Martin e Micaela)
8. Hold On - Alabama Shakes (Tema de Flaviana e Serguei)
9. It's Time - Imagine Dragons (Tema de Anita e Antônio)
10. The Parting Glass - Ed Sheeran (Tema de Micaela e Martin)
11. Live It Up Loud - Ilana Harkavy (Tema de Sofia)
12. Chained - Bianca (Tema de Sofia e Sidney)
13. We Can't Stop - Miley Cyrus
14. Chloe (You're the One I Want) - Emblem3 (Tema de Serguei e Flaviana)
15. Baby I - Ariana Grande

## Malhação 2014

### Nacional
A trilha sonora oficial da 22° temporada foi lançada em 22 de setembro de 2014 e traz na capa Isabella Santoni, Arthur Aguiar e Bruna Hamú como Karina, Duca e Bianca.
| N.º | Título                     | Música                                      | Personagem        | Duração |  |
| 1.  | "Agora Só Falta Você"      | Pitty                                       | Abertura          | 03:44   |  |
| 2.  | "Tudo Que Você Quiser"     | Luan Santana                                | Mari e Jeff       | 04:10   |  |
| 3.  | "Eu Vim Pra Te Buscar"     | Victor & Leo Part. Esp.: Bruno & Marrone    | Gael e Dandara    | 03:35   |  |
| 4.  | "Quem Sabe"                | Anitta                                      | Sol e Wallace     | 03:43   |  |
| 5.  | "Quase Sem Querer"         | Maria Gadú                                  | Pedro e Karina    | 03:12   |  |
| 6.  | "Meu Novo Mundo"           | Charlie Brown Jr                            | Henrique e Bianca | 03:27   |  |
| 7.  | "Uma Gota No Oceano"       | NX Zero                                     | Duca e Bianca     | 03:52   |  |
| 8.  | "Ela Me Deixou"            | Skank                                       | Geral             | 03:59   |  |
| 9.  | "Quero Ser Feliz Também"   | Natiruts                                    | Pedro             | 04:13   |  |
| 10. | "De um Jeito ou de Outro"  | Fernanda Takai                              |                   | 05:09   |  |
| 11. | "Tô Bem Assim"             | Scracho                                     |                   | 03:00   |  |
| 12. | "Esperança"                | Aliados                                     | Geral             | 03:04   |  |
| 13. | "Quem Vai Chorar Sou Eu"   | Diogo Nogueira Part. Esp.: Zeca Pagodinho   |                   | 04:02   |  |
| 14. | "Moleque Danado (Ao Vivo)" | Oba Oba Samba House Part. Esp.: Lucas Lucco |                   | 02:57   |  |
| 15. | "Galera da Laje"           | Gang do Eletro                              |                   | 02:59   |  |
| 16. | "Mais Cheia de Charme"     | Danny Sax                                   | Jade              | 03:40   |  |
| 17. | "Pretin"                   | Flora Matos                                 |                   | 02:27   |  |
| 18. | "Levanta e Anda"           | Emicida e Rael                              | Vicki             | 02:30   |  |
| 19. | "Bop"                      | Raimundos                                   | Cobra             | 03:15   |  |

A novela conta também com as seguintes canções:
1. Menina Má - Anitta (Tema de Jade)
2. A Outra - MC Koringa
3. Corre (Corre) - Gabi Luthai
4. Proibida Pra Mim (Grazon) - Charlie Brown Jr
5. A Festa (Part. NX Zero) – Ivo Mozart
6. Esse Seu Jeito - Galera da Ribalta
7. Um Minuto Para O Fim Do Mundo - CPM 22
8. Assim Caminha A Humanidade - Lulu Santos (Tema de Abertura por 5 capítulos)
9. Tempos Modernos - Jota Quest
10. Te Levar - Charlie Brown Jr
11. Qual É? - Marcelo D2
12. Rockstar - Galera da Ribalta
13. Sou Sexy - Melody
14. Amor Pra Recomeçar - Frejat

- Internacional

A trilha sonora internacional não foi lançada comercialmente. As faixas foram retiradas do site da temporada.
1. Pompeii - Bastille (Tema de Duca e Bianca)
2. Your Window Pain - Kirsch & Bass (Tema de Pedro e Karina)
3. Caught In Between - Sidney Bowen (Tema de Karina)
4. Shake The Room - Gamu (Tema de Jade)
5. So Undeniable - Kathryn Dean
6. And The Wheels Of Change - Son Of Levi
7. I Told You So - Kathryn Dean (Tema de Jade/Jade e Cobra)
8. Change My Life - Tash Phillips (Tema de Cobra e Jade)
9. Addicted To My Disease - Kyle Castellani
10. A Little Kiss and Tell - Audrey Martells
11. The A Team - Ed Sheeran
12. This Should Be Good - Eric Berdon (Tema de Karina e Pedro)
13. Receive - Alanis Morissette
14. Love Me Again - John Newman (Tema de Jade e Cobra)
15. Tiny Dancer - Elton John
16. For Real To Me - Chris Tian (Tema de Roberta)
17. Beside You - Simply Red (Tema de Bianca e Duca)
18. Midnight Memories - One Direction (Tema de Karina e Pedro)
19. Burn - Ellie Goulding (Tema de Nat)
20. Summer - Calvin Harris (Tema de João)
21. Neon Eyes - Saints of Valory (Tema de Duca e Nat)
22. Come on to Me - Emily Jaye
23. Eye of the Tiger - Survivor (tema dos lutadores)

- Malhação 20 Anos

Trilha lançada apenas online, com as vinte músicas que marcaram os vinte anos da série.
- Capa: Logotipo da temporada.

1. Quem Eu Sou - Hori
2. Tempos Modernos - Jota Quest
3. Welcome To My Life - Simple Plan
4. Lourinha Bombril - Bangalafumenga
5. Ela Vai Voltar - Charlie Brown Jr
6. Away From Here - Aerosmith
7. Lutar Pelo Que É Meu - Charlie Brown Jr
8. Don't Speak - No Doubt
9. Breakaway - Kelly Clarkson
10. Assim Caminha A Humanidade - Lulu Santos
11. Dont Look Back In Anger - Oasis
12. Miss You Love - Silverchair
13. Agora Só Falta Você - Pitty
14. Paraíso Proibido - Strike
15. Daqui Pra Frente - NX Zero
16. Todos - Marcelo D2 & Macaco
17. Bem Ou Mal - NX Zero
18. With Arms Wide Open - Creed
19. Te Levar - Charlie Brown Jr
20. Here By Me - 3 Doors Down

## Malhação Seu Lugar No Mundo

### Volume 1
A trilha sonora oficial da 23ª temporada foi lançada em 23 de outubro de 2015 e traz na capa Nicolas Prattes e Marina Moschen como Rodrigo e Luciana.
| N.º | Título                     | Música               | Personagem        | Duração |  |
| 1.  | "Hey, Mundo!"              | Thiaguinho           | Uodson            | 02:34   |  |
| 2.  | "Não Me Deixe Sozinho"     | MC Nego do Borel     | Alina e Uodson    | 02:30   |  |
| 3.  | "Tira Onda"                | Nx Zero              | Rodrigo           | 06:02   |  |
| 4.  | "City of Angels"           | Kathryn Dean         | Ciça              | 03:19   |  |
| 5.  | "Cantada"                  | Luan Santana         | Rodrigo e Luciana | 03:11   |  |
| 6.  | "Scratch My Back"          | Áurea                | Tito e Ana        | 03:27   |  |
| 7.  | "Esquecimento"             | Skank                | Rubem e Bia       | 04:37   |  |
| 8.  | "O Que Você Tem"           | Fly feat. Mael Maria | Roger e Flávia    | 02:50   |  |
| 9.  | "Long Drive"               | Jason Mraz           | Rubem e Bia       | 03:49   |  |
| 10. | "Vida Inteira (Meu Lugar)" | Raimundos            | Abertura          | 02:05   |  |
| 11. | "Hollow Moon (Bad Wolf)"   | Awolnation           | João              | 04:18   |  |
| 12. | "Como Era Bom"             | Cachorro Grande      |                   | 04:53   |  |
| 13. | "Lens"                     | Alanis Morissette    | Luciana e Rodrigo | 04:06   |  |
| 14. | "Setevidas"                | Pitty                |                   | 04:14   |  |
| 15. | "Tanto Faz"                | Projota              | Livía e Beto      | 02:35   |  |
| 16. | "Never Wanted Your Love"   | She & Him            |                   | 03:13   |  |
| 17. | "In My Way"                | Johnny Glövez        | Beto e Lívia      | 03:34   |  |
| 18. | "Motivos"                  | Marcus Vinile        | Nanda e Filipe    | 03:02   |  |

### Volume 2
A trilha sonora oficial Vol. 2 da 23ª temporada foi lançada em 11 de março de 2016 e traz na capa Francisco Vitti e Amanda de Godói como Filipe e Nanda.
| N.º | Título                            | Música                              | Personagem            | Duração |  |
| 1.  | "No Way No"                       | Magic!                              | Luan e Jéssica        | 03:51   |  |
| 2.  | "Um Dia Lindo li"                 | O Rappa                             |                       | 03:26   |  |
| 3.  | "Querendo Te Encontrar"           | Onze:20                             | Filipe e Nanda        | 02:59   |  |
| 4.  | "Like I'm Gonna Lose You"         | Meghan Trainor (Feat. John Legend)  | Jéssica e Luan        | 03:39   |  |
| 5.  | "Lost Kitten"                     | Metric                              | Alina                 | 03:15   |  |
| 6.  | "Blá Blá Blá"                     | Anitta                              | Nanda                 | 02:53   |  |
| 7.  | "I Believe You"                   | SOJA (feat. Michael Franti & Nahko) |                       | 03:22   |  |
| 8.  | "Budapest"                        | George Ezra                         |                       | 03:29   |  |
| 9.  | "Holding On"                      | Disclosure                          |                       | 03:29   |  |
| 10. | "Icarus"                          | Fresno                              |                       | 04:05   |  |
| 11. | "Pra Sempre"                      | CPM 22                              | João e Rodrigo        | 03:36   |  |
| 12. | "Eu Sou de Lá"                    | Dois Africanos                      |                       | 03:19   |  |
| 13. | "Geronimo"                        | Sheppard                            | Camila e Henrique     | 03:38   |  |
| 14. | "Não É Proibido"                  | Marisa Monte                        | Max, Marina e Rafaela | 03:23   |  |
| 15. | "You Are The Sunshine Of My Life" | Macy Gray                           | Ana e tito            | 03:11   |  |
| 16. | "Vou Desafiar Você"               | MC Sapão                            |                       | 04:04   |  |
| 17. | "Amor Pela Metade"                | Zeca Pagodinho                      |                       | 03:49   |  |
| 18. | "Quando Você Olha Pra Ela"        | Gal Costa                           |                       | 04:26   |  |
| 19. | "Roendo As Unhas"                 | Ney Matogrosso                      |                       | 04:40   |  |

A temporada conta também com as seguintes canções:
- Hey Irmão – Projota
- Mais Ninguém – Banda do Mar
- Reach Up – Van Snyder
- Anxiety - Johnny Glovez
- Vai Vendo - Lucas Lucco
- Lu - Curto Circuíto
- Taste The Feeling - Avicii vs. Conrad Sewell
- Hoje - Ludmilla

## Malhação: Pro Dia Nascer Feliz

### Volume 1
A trilha sonora oficial foi lançada em 19 de agosto de 2016 e traz na capa Aline Dias e Felipe Roque como Joana e Gabriel.
| N.º | Título                    | Música                 | Personagem        | Duração |  |
| 1.  | "Pro Dia Nascer Feliz"    | Titãs                  | Tema de Abertura  | 04:09   |  |
| 2.  | "Gordelícia"              | Raimundos              |                   | 03:45   |  |
| 3.  | "Unbreakable"             | Gabrielle Musicaro     |                   | 03:51   |  |
| 4.  | "Vai Dar Ruim"            | Dream Team do Passinho | Cleyton e Krica   | 02:27   |  |
| 5.  | "Cake by the Ocean"       | DNCE                   | Gabriel           | 03:39   |  |
| 6.  | "Can't Stop the Feeling!" | Justin Timberlake      | Juliana           | 03:56   |  |
| 7.  | "Cool for the Summer"     | Laura Schadeck         |                   | 03:34   |  |
| 8.  | "Segue o Baile"           | Braza                  | Juliana e Lucas   | 02:31   |  |
| 9.  | "Ela Só Quer Paz"         | Projota                | Rômulo e Nanda    | 02:55   |  |
| 10. | "Feliz e Ponto"           | Silva                  | Gabriel e Bárbara | 02:36   |  |
| 11. | "Que Sorte a Nossa"       | Matheus & Kauan        |                   | 03:05   |  |
| 12. | "Sentimento Louco"        | Marília Mendonça       | Ricardo e Tânia   | 02:49   |  |
| 13. | "Por Quê"                 | Luan Forró Estilizado  | Joana             | 03:23   |  |
| 14. | "Porta Voz da Alegria"    | Diogo Nogueira         |                   | 03:24   |  |

### Volume 2
O segundo álbum da trilha sonora da novela a ser lançado em 17 de fevereiro de 2017 e traz na capa Amanda de Godoi e Juliano Laham como Nanda e Rômulo.
| N.º | Título                               | Música              | Personagem                                     | Duração |  |
| 1.  | "Colo de Menina"                     | Fulô de Mandacaru   |                                                | 03:15   |  |
| 2.  | "Xote da Alegria"                    | Caviar Com Rapadura |                                                | 03:59   |  |
| 3.  | "Medo Bobo"                          | Maiara & Maraisa    | Caio e Tânia                                   | 02:46   |  |
| 4.  | "Dancin' In the Moonlight"           | Toploader           |                                                | 03:45   |  |
| 5.  | "Fiu Fiu"                            | Paula Lima          |                                                | 02:42   |  |
| 6.  | "Não Rouba Minha Brisa"              | MC Guimê            | Juliana e Jabá                                 | 03:04   |  |
| 7.  | "Echoes of Love"                     | Jesse & Joy         | Gabriel e Joana/ Nanda e Renato/ Sula e Rômulo | 03:36   |  |
| 8.  | "Agora Eu Quero Ir" (com Tiago Iorc) | Anavitória          | Giovane e Joana                                | 03:12   |  |
| 9.  | "Stitches"                           | Shawn Mendes        | Rômulo e Nanda                                 | 03:26   |  |
| 10. | "Holiday" (com Akon)                 | DJ Antoine          |                                                | 05:20   |  |
| 11. | "Mad World" (com Jake Reese)         | Hardwell            |                                                | 04:26   |  |

A novela conta também com as seguintes canções:
- I'm Gonna Leave You – Claudio Costa (Tema de Lucas e Martinha)
- Reach Up (Vin Remix) – Mo Tune & Wol'F (Tema de Locação: Academia Forma)

## Malhação: Viva a Diferença
A trilha sonora oficial foi lançada em 02 de junho de 2017 e traz na capa Heslaine Vieira, Daphne Bozaski, Ana Hikari, Gabriela Medvedovski e  Manoela Aliperti como Ellen, Benê, Tina, Keyla e Lica.
| N.º | Título                               | Música                    | Personagem    | Duração |  |
| 1.  | "Bate a Poeira - Parte 2"            | Karol Conka               | Abertura      | 03:06   |  |
| 2.  | "She Moves in Her Own Way"           | The Kooks                 |               | 02:47   |  |
| 3.  | "In Between Days"                    | The Cure                  |               | 02:55   |  |
| 4.  | "Sem Ar"                             | Sinara                    | Ellen         | 03:00   |  |
| 5.  | "Seja Como For"                      | Banda do Mar              |               | 03:37   |  |
| 6.  | "Eu Gosto Dela"                      | Emicida                   |               | 03:18   |  |
| 7.  | "Fato Raro"                          | MC Guimê                  |               | 02:04   |  |
| 8.  | "Vai Começar a Ousadia"              | MC Gui                    | K1 e K2       | 02:54   |  |
| 9.  | "Lembranças"                         | Hungria                   |               | 03:49   |  |
| 10. | "Ai Ai"                              | Maglore                   | Roney         | 03:28   |  |
| 11. | "You Can't Always Get What You Want" | Smoking Stones            |               | 06:38   |  |
| 12. | "Ai Ai Como Eu Me Iludo"             | O Terno                   |               | 03:35   |  |
| 13. | "Let's Hurt Tonight"                 | OneRepublic               | Lica e Felipe | 03:13   |  |
| 14. | "Fly"                                | Eric Silver               | Benê e Guto   | 02:51   |  |
| 15. | "Trem-Bala"                          | Ana Vilela e Luan Santana | As Five       | 02:56   |  |
| 16. | "Casinha Branca"                     | Roberta Campos            | Keyla         | 03:15   |  |
| 17. | "A Song About Love"                  | Jake Bugg                 | Keyla e Tato  | 03:57   |  |

A novela também conta com as seguintes canções:
1. "Casa Pronta" - Mallu Magalhães (tema de Keyla, Benê, Lica, Ellen e Tina)
2. "My Own Deceiver" - Ego Kill Talent (Tema de Lica)
3. "Castle on the Hill" - Ed Sheeran (tema geral)
4. "Ijime, Dame, Zettai" - Babymetal (tema de Tina)
5. "This Feeling" - Alabama Shakes (tema de Tina e Anderson)
6. "Janta" - Marcelo Camelo e Mallu Magalhães (Tema de Keyla e Deco)
7. "Vício Perfeito" - Clube do Balanço (tema de Keyla)
8. "Mistério do Planeta" - Novos Baianos
9. "Não Rouba Minha Brisa" - MC Guimê (tema de Anderson)
10. "Sit Next to Me" - Foster the People (tema de Lica e Samantha)

Música cantadas pelos personagens
1. "Amor Selvagem" - Roney Romano (Lúcio Mauro Filho)[18]
2. "Mina Zika" - MC Fio (Lucas Koka Penteado)
3. "Passinho do Fio" - MC Fio (Lucas Koka Penteado)
4. "Cavalo de Aço" - MC Pimenta (Gabriel Chadan)
5. "Oitavo B" - Os Lagostins (Giovanna Grigio, Vinicius Wester, Bruno Gardiol e Gabriel Contente)
6. "Garotas do Vagão (É Mais Fácil Proibir do Que Compreender)" - Five (Ana Hikari e Gabriela Medvedovski)
7. "Faibu (ファイブ)" - Tina (Ana Hikari)
8. "Meu Bonde Chegou" - MC Fio (Lucas Koka Penteado)
9. "Princesa de Aba Reta" - Keyla e Tina (Gabriela Medvedovski e Ana Hikari)
10. "Você E Tudo O Que Preciso" – Roney Romano (Lúcio Mauro Filho)
11. "O Amor dos Bichos / Vale Tudo" - Five (Gabriela Medvedovski e Ana Hikari)
12. "Conselhos De Amor" – Keyla (Gabriela Medvedovski)
13. ''Iguai, Diferente'' - Guto e Benê (Bruno Gardiol e Daphne Bozaski)

Versões de Músicas cantadas pelos personagens
1. "Que Pais É Esse" - Os Lagostins (Giovanna Grigio, Vinicius Wester, Bruno Gardiol e Gabriel Contente)
2. "Sabotagem" - Os Lagostins (Giovanna Grigio, Vinicius Wester, Bruno Gardiol e Gabriel Contente)
3. "Trem Bala" - Keyla (Gabriela Medvedovski)
4. "Velha e Louca" - Keyla (Gabriela Medvedovski)
5. "Pomar" – Os Lagostins (Giovanna Grigio, Vinicius Wester, Bruno Gardiol e Gabriel Contente)
6. "Paula e Bebeto" – Guto (Bruno Gadiol)
7. "Janta" – Keyla e Deco (Gabriela Medvedovski e Pablo Morais)
8. "Chovendo Na Roseira" – Guto (Bruno Gardiol)
9. "Tigresa" - Os Lagostins (Giovanna Grigio, Vinicius Wester, Bruno Gardiol e Gabriel Contente)
10. "O Seu Amor" - Roney e os Romanos (Lúcio Mauro Filho e Gabriela Medvedovski
11. "Podes Crer, Amizade" - Fio (Lucas Koka Penteado)
12. "Gente Aberta" - Os Lagostins (Giovanna Grigio, Vinicius Wester, Bruno Gardiol e Gabriel Contente)
13. "Evidencias" – Keyla (Gabriela Medvedovski)

### Malhação: Viva a Diferença – Música Original de Lucas Marcier e Fabiano Krieger
Trilha instrumental lançada apenas nas plataformas digitais.
1. 5 Estações — Fabiano Krieger, Lucas Marcier
2. Viva a Leveza — Fabiano Krieger, Lucas Marcier
3. Folk-Se Quem Puder — Fabiano Krieger, Lucas Marcier
4. Urban Jungle — Fabiano Krieger, Lucas Marcier
5. Um Lance No Lanche da Lanchonete — Fabiano Krieger, Lucas Marcier
6. Magoei — Fabiano Krieger, Lucas Marcier
7. Candura Diferente — Fabiano Krieger, Lucas Marcier
8. Pesadelo de Tato — Fabiano Krieger, Lucas Marcier
9. Nuvem Paulista — Fabiano Krieger, Lucas Marcier
10. Existe Fofura Em Sp — Fabiano Krieger, Lucas Marcier
11. I’m Free Folking — Fabiano Krieger, Lucas Marcier
12. A Vida Tem Bons Momentos — Fabiano Krieger, Lucas Marcier
13. Vai Melhorar — Fabiano Krieger, Lucas Marcier
14. Adolescentes São Ansiosos — Fabiano Krieger, Lucas Marcier
15. Radical Bike Jumping — Fabiano Krieger, Lucas Marcier
16. São Paulo Sempre Alerta — Fabiano Krieger, Lucas Marcier
17. Incertezas e Dúvidas — Fabiano Krieger, Lucas Marcier
18. Bandeira Paulista — Fabiano Krieger, Lucas Marcier
19. Sempre Amigas — Fabiano Krieger, Lucas Marcier
20. Galera In Love — Fabiano Krieger, Lucas Marcier
21. 5 Amigas — Fabiano Krieger, Lucas Marcier
22. Elas Todas — Fabiano Krieger, Lucas Marcier
23. Liberdade Em Sp — Fabiano Krieger, Lucas Marcier
24. Mb Gang — Fabiano Krieger, Lucas Marcier
25. So Paulistano — Fabiano Krieger, Lucas Marcier
26. Febre Urbana — Fabiano Krieger, Lucas Marcier
27. Um Amor Em São Paulo — Fabiano Krieger, Lucas Marcier

## Malhação: Vidas Brasileiras
A trilha sonora oficial foi lançada em 12 de julho de 2018.
1. Põe Fé Que Já É - Arnaldo Antunes (Tema de Abertura)[19]
2. Pesadão - Iza (Part.Marcelo Falcão)
3. New Rules - Dua Lipa
4. The Less I Know The Better - Tame Impala
5. Wolves - Selena Gomez & Marshmello
6. Power - Little Mix (Feat. Stormzy)
7. Da1like - Banda Uó (Part. Karol Konka)
8. Menina – Omulu (Part. MC Delano)
9. Ponta De Lança - Rincon Sapiência
10. Innocent Man - Rag'n'Bone Man
11. Um Só - Os Tribalistas
12. Beija Eu - Silva
13. Medo De Careta - Os Dentes
14. Mexeu Comigo - Tiê
15. Minha Lágrima Salta - Paulinho Moska
16. Sorte - Ney Matogrosso
17. Não Espero Mais - O Terno

Outras canções não incluídas na trilha sonora
- Nosso Sonho - Claudinho e Buchecha
- Deadly Nightshade - James Jones
- I Gave It All - Aquilo
- À Primeira Vista - Chico César
- Din Din Din – Ludmilla
- Vai e Vem - Mallu Magalhães
- Partilhar – Rubel (Tema de Álvaro e Verena)
- On Était Beau - Louane (Tema de Jade)
- Que Sorte A Nossa - Ana Vilela (Tema de Amanda e Kavaco)
- Areia - Sandy e Lucas Lima (Tema de Pérola e Márcio)
- Memórias - Pitty (Tema de Fabiana)
- Movimento -  Aretuza Lovi (part. Iza)
- Iô Iô - Roberta Campos
- Bumbum de Ouro - Glória Groove
- Encosta - Kesia Estacio (Tema de Dandara e Hugo)
- Assim Caminha a Humanidade - Lulu Santos

## Malhação: Toda Forma de Amar

### Trilha sonora
1. Paula e Bebeto - Iza e Milton Nascimento (Tema de Abertura)[20][21]
2. Beijo - Nina Fernandes
3. Vingança - Luan Santana e Kekel
4. Você Precisa de Alguém - Jota Quest e Marcelo Falcão
5. A Cor é Rosa - Ary Barroso, Lamartine Babo, Lucas Silva e Silva
6. Kaça - KAROL CONKA
7. Toda Vez - Maria
8. Hoje eu Decidi - Marcelo Falcão
9. Rap é Compromisso - Sabotage e Negra Li
10. Casa - Emicida
11. Amor é Isso - Erasmo Carlos
12. Ensaio Sobre a Cegueira - Diogo Mirandela
13. Baby Don't Go Away - Ana Lelia
14. Eu Só Preciso Ser - Sandy e Iza

#### Outras canções não incluídas na trilha sonora
1. A Voz e o Violão – Projota, Rodrigo Marques e Victor Reis
2. BAM BAM BAM! - Jade Baraldo, Pedro Dash, Marcelinho Ferraz, Dan Valbusa e Luccas Carlos
3. Bem Te Vi - Victor Kley e Kell Smith
4. Casa - Baleia
5. Dame Mais – Tropkillaz, Rincon Sapiencia e Clau
6. Gosto de Você - Rodrigo Lorio
7. Juramento do Dedinho - Mano Walter
8. Manhã de Sol (Acústico) - Bashkar e 3030
9. Meu Deus (Versão especial) - 3030
10. N - Nando Reis/ Anavitoria
11. O Caderno - Toquinho
12. Ouvi Dizer - Melim
13. Serei Luz - Natiruts e Thiaguinho
14. Valente - Mc Tha
15. Zé do Caroço - Canto Cego
16. Set To Attack - Albert Hammond Jr
17. Shotgun - George Ezra
18. The Way You Used To Do - Queens Of The Stone Age
19. Memories - Marron 5

## Curiosidades
- Algumas músicas da temporada de 2002 já vinham tocando o seriado durante as temporadas de 1999, 2000 e 2001.
- "Te Levar Daqui" do Charlie Brown Jr. foi o tema de abertura que mais durou no seriado, permanecendo por 7 temporadas (1999 a 2005) e em 2006 até o 54º capítulo da temporada.
- A partir de 2003 começaram a lançar a trilha nacional separada da trilha internacional.
- Marjorie Estiano, a Natasha das temporadas 2004 e 2005, foi a primeira a ter uma música na trilha sonora enquanto interpretava uma personagem na novela, depois dela vieram outros atores/cantores.
- Apesar de "Te Levar Daqui" ser a música que mais durou nas aberturas de Malhação, a música só foi lançada no CD do seriado em 2004, no comemorativo 10 anos.
- Malhação comemorou 10 anos em 2005, porém teve sua trilha sonora de comemoração aos 10 anos lançada no final de 2004.
- Charlie Brown Jr. continuou no tema de abertura durante 2006 e 2007, só que com a música "Lutar Pelo Que É Meu".
- Em 2006 foi lançado o CD Malhação Riffs, que era um CD com temas instrumentais que tocavam durante as cenas.
- A temporada de 2008 começou ainda em 2007, por isso as músicas dos CDs Internacional 2007 1 e 2 tocavam nas temporadas de 2007 e 2008.
- No início da temporada de 2008, o tema de abertura era "Paraíso Proibido" da banda Strike, porém no meio da temporada mudaram a música para "Daqui Pra Frente" do NX Zero sendo essa lançada no CD.
- A última música do CD 2008 é da The Banda, banda fictícia da temporada, formada pelos protagonistas Angelina (Sophie Charlotte) e Gustavo (Rafael Almeida).
- A temporada de 2009 continuou com o NX Zero no tema de abertura, dessa vez com a música "Bem ou Mal". Assim Charlie Brown Jr. e NX Zero são as únicas bandas com mais de uma música na abertura de Malhação.
- Na trilha de 2009 têm duas músicas de atores que interpretavam personagens na temporada, a primeira é Mariana Rios que interpretava Yasmin, e a segunda é a banda Auto-Sustentável, que mais tarde se tornaria a Quadribanda, banda fictícia da temporada formada por Alex (Daniel Dalcin) e seus amigos.
- A trilha de Malhação ID foi constituída apenas de releituras de músicas dos anos 80 por bandas atuais, exceto o tema de abertura que era cantada pela banda Hori, cujo Vocalista era Fiuk, protagonista da temporada, porém a banda não era fictícia.
- O personagem de Fiuk, Bernardo, cantava na novela, e além dele havia também a The Lícias, banda fictícia da temporada e formada só por meninas, porém nenhuma de suas músicas entraram no CD.
- Ao contrário das temporadas 2008, 2009 e ID que tinham lançado apenas as trilhas nacionais, a temporada de 2010 lançou apenas a trilha internacional, porém foi lançada em 2011 e veio com o nome de "Malhação Internacional 2011".
- Lançando CDs todos os anos desde 2003, a temporada de 2011 não teve sua trilha sonora lançada, antes dessa, a última trilha sonora não lançada foi a de 2002.
- Mesmo com várias músicas nas temporadas anteriores, "Tempos Modernos" é a primeira música do Jota Quest na abertura de Malhação. "Tempos Modernos" é uma música original de Lulu Santos, o mesmo de "Assim Caminha a Humanidade", primeiro tema de abertura de Malhação.
- Pitty é a primeira mulher a ter uma música como tema de abertura de Malhação, com a regravação de Agora Só Falta Você original de Rita Lee.
- Karol Conka é a segunda mulher (depois da cantora Pitty) a ter uma música como tema de abertura de Malhação, com a música "Bate a Poeira, Parte II".
- As trilhas das temporadas 2011 e 2012 não foram lançadas apesar do sucesso, as trilhas sonoras só voltaram a ser lançadas na temporada 2013 com a trilha sonora nacional o mesmo aconteceu com a de 2014, a trilha sonora internacional das temporadas 2013 e 2014 não foi lançada.

1. Assim como em 2004, em 2015 foi lançado um cd comemorativo dos Vintes Anos, mas ele só estava disponível pela internet, e listava as vinte músicas que marcaram os vinte anos da série.

- A trilha internacional só voltou a ser lançada na temporada Seu Lugar No Mundo, que mescla as canções nacionais com as internacionais, dividas em alguns cds.
- Depois de sete anos, é lançada duas trilhas sonoras da mesma temporada o fato ocorreu na temporada Seu Lugar No Mundo, em que o volume um foi lançado em 2015, bem no início da temporada, e o volume dois no começo de 2016.